# 多田悦子
多田 悦子（ただ えつこ、1981年5月28日 - ）は、日本の元プロボクサーである。本名・夛田 悦子（読み同じ）。兵庫県西宮市出身。第2代WBA女子世界ミニマム級王者、第5代IBF女子ミニフライ級王者、第7代・第9代WBO女子世界ミニフライ級王者。WBA王座は9度防衛しており、日本人女子では小関桃に次ぐ第2位の世界王座防衛記録である。プロデビュー当時はフュチュール、2013年9月より真正ボクシングジムに所属していた。西宮市立西宮西高等学校（現：兵庫県立西宮香風高等学校定時制）卒業。血液型B型。

## 来歴

### アマチュア
高校時代は「女ケンカ番長」と呼ばれ、路上で男子10人にケンカをふっかけた武勇伝を持っていたが、恩師から「リングの上では殴り合っても罪にならんぞ」と入部を勧められ、ボクシングを始めた。
1998年にまだ日本アマチュアボクシング連盟(JABF)未公認の全日本大会に出場。2000年、バンタム級で優勝。
2001年はライトフライ級で日本一となり、第1回アジア選手権で銅メダルを獲得した。
2003年、JABF公認第1回全日本大会にライトフライ級で出場したが、決勝で小関桃に敗れ準優勝。
2004年はフライ級で決勝まで進むが、藤岡奈穂子に敗れ準優勝。
2005年はライトフライ級に復帰。1回戦では小関を下すが、準決勝で矢代由希（矢代義光の妹）の前に敗退。
2006年、1回戦で富樫直美を破りライトフライ級で公認大会として初の優勝を果たした。
2007年、ライトフライ級連覇を果たした。
北京オリンピック出場を目指すも、女子ボクシングは採用されず目標を失いかけた。

### プロ
2008年より日本ボクシングコミッション(JBC)が女子を公認するのを機にプロ転向を決意。フュチュールの平山靖会長から誘われ、トレーナー兼選手として活動する。
2007年9月17日の第343回ガッツファイティングにてニーナ・アブロソワとエキシビションを行う。
第1回JBCプロテストで合格を果たし、後楽園ホールでの第1回興行「G Legend」でのリリー・ラチャプラチャジム戦でプロデビュー。判定勝利。
7月21日、特例として8回戦となり、ノンレック・シットソーンビチャイを1回31秒TKOで退ける。このときのKOタイムは当時国内女子としては最短記録であった（2012年に西村聡美が更新）。
2008年10月5日、ニッノイ・シスポーアドを1回TKOで退ける。
2009年2月15日、世界前哨戦としてWBC8位の金慧珉と対戦して3-0判定勝利。
2009年4月1日付けで、名字の夛田を簡略字体に変え、多田悦子にリングネームを正式に変更。

#### WBA世界王座獲得
2009年4月11日、大阪府立体育会館にて名城信男との国内初の男女ダブル世界戦として、孫抄弄（韓国）が持つWBA女子世界ミニマム級王座に挑戦。判定の末勝利し王座を奪取。関西に拠点を置くジムから初めてとなる女子世界王者が誕生した。

#### 世界王座防衛
2009年8月23日、よみうり文化ホールにてPABAミニマム級王者ヤニー・ゴーキャットジムと対戦し、3-0の判定勝利で初防衛に成功した。
2009年12月6日、ATCホールにてアマチュア時代からのライバルであるWBC女子ライトフライ級王者富樫直美と国内初となる別団体・別階級世界王座統一戦に挑むが、1-1の判定ドロー。2度目の王座防衛となったが王座統一はならなかった。
2010年4月24日、親交のある風神ライカが使用していた南海キャンディーズの「しずちゃん」こと山崎静代手作りのお守りを手に敵地トリニダード・トバゴでへ渡航し、暫定王者リア・ラムナリンとの王座統一戦に挑み、試合中利き手の左手人差し指を骨折しながらも戦い抜き、0-1の判定ドロー。日本女子として富樫直美に続く2人目の海外防衛、自身としては3度目の王座防衛となったが王座統一はならなかった（ラムナリンはその後負傷のため暫定王座剥奪）。
2010年12月5日、ATCホールにて東洋太平洋アトム級王者アマラー・ゴーキャットジム（ヤニーは双子の妹）と対戦。3-0の判定で制して4度目王座防衛を約1年3か月ぶりの勝利で飾った。
2011年4月17日、よみうり文化センター千里中央にて暫定王者イベス・サモラとの王座統一戦に挑み、3-0判定で王座統一と5度目の防衛を果たした。
2011年9月22日、デビュー戦以来となる後楽園ホールで「女子トリプル世界戦」の一戦として元WBC女子世界ライトフライ級暫定王者ノンムアイ・ゴーキャットジムを挑戦者に迎える。3人のうち2人がフルマークを付け、3-0判定勝利。6度目の防衛に成功した。
2012年2月19日、7度目の防衛戦としてよみうり文化センター千里中央にて、元WBC女子世界ライトフライ級ユース王者マリア・サリナスと対戦することが決まった。試合は3-0判定で7度目の防衛に成功した。
8度目の防衛戦は夏にメキシコでの開催を予定していたが、9月16日によみうり文化ホールで東洋太平洋王者柴田直子と対戦することが発表された。調印式にビキニ水着で登場するなどのパフォーマンスを披露。試合は3-0判定で勝利し、直前に引退した富樫直美を抜く8度目の世界王座防衛に成功。
2013年2月9日、アゼリア大正にて行われた安藤麻里の再起戦をメインとする興行でWBC王者藤岡奈穂子とエキシビション。
2013年3月3日、後楽園ホールにおける「G Legend 5」にてトリプル世界戦の一戦として、WBC女子世界アトム級ユース王者でWBAミニマム級12位の黒木優子との9度目の防衛戦に挑む。試合は3-0の大差判定で9度目の防衛に成功した。

#### 世界王座陥落
2013年7月23日、東京ビッグサイトにて亀田興毅 vs ジョン・マーク・アポリナリオとのダブル世界戦として同級1位の元WBC世界王者であり興行を主催する亀田ジムと契約を結んでいるアナベル・オルティスと10度目の防衛戦を行うが、1-2の判定でプロ初黒星を喫するとともに4年間守り続けた王座から陥落した。

#### 移籍
2013年9月9日、多田自身「プロボクシングで初めて見た人」という長谷川穂積が所属する神戸市にある真正ボクシングジムへの移籍が発表された。
移籍初戦は2014年5月25日に和歌山ビッグウエーブにて真道ゴーのWBC世界フライ級王座2度目の防衛戦のアンダーカードとしてラッサダ・ソーウォラシンと対戦し、8回TKO勝利で再起を果たす。

#### 世界王座再挑戦
2014年11月8日、敵地メキシコでWBA女子世界ミニマム級王座返り咲きを懸けてアナベル・オルティスとリマッチを行ったが、1-2判定（93-96 90-99 95-94）で敗れ王座返り咲きはならなかった。
2015年4月5日、大阪府立体育会館にてチャマンゴーン・シットサイトーン相手に再起戦。4回に左ボディーで1回、5回には2度、それぞれダウンを奪うと、6回に右カウンターでKO勝利し再起を果たした。

#### IBF世界王座獲得
2015年12月11日、神戸市立中央体育館の興行で、長谷川穂積のアンダーとして前王者ナンシー・フランコの王座返上によりセットされたIBF女子世界ミニフライ級王座決定戦に同1位として元同王者ビクトリア・アルゲッタと対戦する予定だったが、アルゲッタが来日できなくなったため、同胞のカレリー・ロペスに変更された。3-0判定で王座に返り咲いた。
2016年6月18日、神戸市立中央体育館にてマイタイ・ソープライトンとノンタイトル8回戦を行い、3回37秒TKOで勝利。

#### IBF世界王座陥落
2017年1月30日、中国・マカオのコタイ・アリーナにて1位の蔡宗菊相手に初防衛戦を行うが、1-2（92-98×2、98-92）で敗れ王座陥落。

#### 再起・WBO王座獲得
2017年11月10日、WBO女子アジア太平洋ミニフライ級王座決定戦として柴田直子と5年ぶりの再戦を敵地後楽園ホールにて行い、3-0判定で返り討ちにしてWBOアジア太平洋王座獲得。
2018年12月1日、大阪府立体育会館第2競技場でWBO女子世界ミニマム級王者の江畑佳代子とタイトルマッチを行い、3-0（97-93,98-92,98-92）で判定勝ちを収め、ミニマム級で3団体目の王座を獲得した。

#### WBO王座復帰
2019年3月28日、日本人女子初の4団体制覇を目指すため保持していたWBO王座を返上し、4月27日に大阪府立体育会館にてカニャラット・ヨーハンゴーとのWBC女子世界ミニマム級挑戦者決定戦に挑むことが発表された。
2019年4月27日、大阪府立体育会館第二競技場でカニャラット・ヨーハンゴーとのWBC女子世界ミニマム級挑戦者決定戦に挑み、7回59秒TKO勝ちを収め、挑戦権を獲得した。
しかし、WBCタイトル挑戦への交渉は難航し、一方で自身が返上したWBO王座を獲得したジムの後輩佐伯霞が妊娠のため返上したのに伴い、一旦はWBO王座返り咲きに方針転換した。
2020年1月28日、後楽園ホールで宮尾綾香とのWBO女子世界ミニマム級王座決定戦を行い、1-1（96-94、94-96、95-95）で三者三様のドローに終わり、王座獲得に失敗。
2020年12月3日、後楽園ホールで宮尾と再戦。9回早々、宮尾が前に出たところに多田の左カウンターが炸裂。宮尾がバッタリ前のめりに倒れ即ストップとなり、9回8秒TKO勝ちを収め、王座を獲得した。
2021年8月11日、エディオンアリーナ大阪第二競技場にて元東洋太平洋女子ミニマム級王者葉月さなと48kg契約ノンタイトル8回戦を予定していたが、WBOよりグエン・ティ・トゥ・ニとの防衛戦を優先するよう指示されたため、急遽6ラウンドのスパーリングに変更された。

#### WBO王座陥落・ラストマッチ
2021年10月23日、韓国・安山にてグエン相手に初防衛戦を行うも、0-3（94-96×3）の判定で敗れ王座陥落。

#### 引退
2022年5月8日、神戸市内にて自身がプロデュースするボクシングジム「LOVE WIN」を開設した。
2023年5月20日、現役引退を表明。プロボクサーとして15年、アマチュア含め25年に渡る現役生活に終止符を打った。
引退前、WBA・WBC女子世界ミニマム級統一王者セニエサ・エストラーダからSNSを通じて対戦オファーが届いていたことが明らかになった。

## 戦績
- アマチュア:50戦 47勝 3敗[1]
- プロボクシング:27戦 20勝 7KO 3分 4敗

| 戦           | 日付           | 勝敗 | 時間    | 内容    | 対戦相手                         | 国籍                 | 備考                                                            |
| ------------ | -------------- | ---- | ------- | ------- | -------------------------------- | -------------------- | --------------------------------------------------------------- |
| 1            | 2008年5月9日   | ☆    | 6R      | 判定3-0 | リリー・ラチャプラチャジム       | タイ                 | プロデビュー戦                                                  |
| 2            | 2008年7月21日  | ☆    | 1R 0:31 | TKO     | ノンレック・シットソーンビチャイ | タイ                 |                                                                 |
| 3            | 2008年10月5日  | ☆    | 1R 1:56 | TKO     | ニッノイ・シスポーアド           | タイ                 |                                                                 |
| 4            | 2009年2月15日  | ☆    | 6R      | 判定3-0 | 金慧珉                           | 韓国                 |                                                                 |
| 5            | 2009年4月11日  | ☆    | 10R     | 判定3-0 | 孫抄弄                           | 韓国                 | WBA女子ミニマム級タイトルマッチ                                 |
| 6            | 2009年8月23日  | ☆    | 10R     | 判定3-0 | ヤニー・ゴーキャットジム         | タイ                 | WBA女子ミニマム級・防衛1                                        |
| 7            | 2009年12月6日  | △    | 10R     | 判定1-1 | 富樫直美(ワタナベ)               | 日本                 | WBA女子ミニマム級・防衛2 WBC女子ライトフライ級タイトルマッチ    |
| 8            | 2010年4月24日  | △    | 10R     | 判定0-1 | リア・ラムナリン                 | トリニダード・トバゴ | WBA女子ミニマム級・防衛3（王座統一戦） WIBAミニマム級王座決定戦 |
| 9            | 2010年12月5日  | ☆    | 10R     | 判定3-0 | アマラー・ゴーキャットジム       | タイ                 | WBA女子ミニマム級・防衛4                                        |
| 10           | 2011年4月17日  | ☆    | 10R     | 判定3-0 | イベス・サモラ                   | メキシコ             | WBA女子ミニマム級・防衛5（王座統一戦）                          |
| 11           | 2011年9月22日  | ☆    | 10R     | 判定3-0 | ノンムアイ・ゴーキャットジム     | タイ                 | WBA女子ミニマム級・防衛6                                        |
| 12           | 2012年2月19日  | ☆    | 10R     | 判定3-0 | マリア・サリナス                 | メキシコ             | WBA女子ミニマム級・防衛7                                        |
| 13           | 2012年9月16日  | ☆    | 10R     | 判定3-0 | 柴田直子(ワールド)               | 日本                 | WBA女子ミニマム級・防衛8                                        |
| 14           | 2013年3月3日   | ☆    | 10R     | 判定3-0 | 黒木優子(YuKO)                   | 日本                 | WBA女子ミニマム級・防衛9                                        |
| 15           | 2013年7月23日  | ★    | 10R     | 判定1-2 | アナベル・オルティス(亀田)       | メキシコ             | WBA女子ミニマム級・陥落                                         |
| 16           | 2014年5月25日  | ☆    | 8R 1:14 | TKO     | ラッサダ・ソーウォラシン         | タイ                 |                                                                 |
| 17           | 2014年11月8日  | ★    | 10R     | 判定1-2 | アナベル・オルティス             | メキシコ             | WBA女子ミニマム級タイトルマッチ                                 |
| 18           | 2015年4月5日   | ☆    | 6R 1:00 | KO      | チャマンゴーン・シットサイトーン | タイ                 |                                                                 |
| 19           | 2015年12月11日 | ☆    | 10R     | 判定3-0 | カレリー・ロペス                 | メキシコ             | IBF女子ミニフライ級王座決定戦                                   |
| 20           | 2016年6月18日  | ☆    | 3R 0:37 | TKO     | マイタイ・ソープライトン         | タイ                 |                                                                 |
| 21           | 2017年1月30日  | ★    | 10R     | 判定1-2 | 蔡宗菊                           | 中国                 | IBF女子ミニフライ級・陥落                                       |
| 22           | 2017年11月10日 | ☆    | 8R      | 判定3-0 | 柴田直子(ワールド)               | 日本                 | WBO女子アジア太平洋ミニフライ級王座決定戦                       |
| 23           | 2018年12月1日  | ☆    | 10R     | 判定3-0 | 江畑佳代子(ワタナベ)             | 日本                 | WBO女子ミニフライ級王座決定戦                                   |
| 24           | 2019年4月28日  | ☆    | 7R 0:59 | TKO     | カニャラット・ヨーハンゴー       | タイ                 | WBC女子ミニマム級挑戦者決定戦                                   |
| 25           | 2020年1月28日  | △    | 10R     | 判定1-1 | 宮尾綾香(ワタナベ)               | 日本                 | WBO女子世界ミニマム級王座決定戦                                 |
| 26           | 2020年12月3日  | ☆    | 9R 0:08 | TKO     | 宮尾綾香(ワタナベ)               | 日本                 | WBO女子世界ミニマム級王座決定戦                                 |
| 27           | 2021年10月23日 | ★    | 10R     | 判定    | グエン・ティ・トゥ・ニ           | ベトナム             | WBO女子世界ミニマム級王座・陥落                                 |
| テンプレート |                |      |         |         |                                  |                      |                                                                 |

## 獲得タイトル

### アマチュア
- 第4回全日本女子アマチュアボクシング大会ライトフライ級優勝
- 第5回全日本女子アマチュアボクシング大会ライトフライ級A優勝

### プロ
- 第2代WBA女子世界ミニマム級王座（防衛9度=陥落）
- 第5代IBF女子世界ミニフライ王座（防衛0度=陥落）
- 初代WBO女子アジア太平洋ミニフライ級王座
- 第7代WBO女子世界ミニフライ級王座（防衛0度=返上）
- 第9代WBO女子世界ミニフライ級王座（防衛0度=陥落）